# 8456 Davegriep
8456 Davegriep eller 1981 EJ7 är en asteroid i huvudbältet som upptäcktes den 1 mars 1981 av den amerikanska astronomen Schelte J. Bus vid Siding Spring-observatoriet. Den är uppkallad efter astronomen David M. Griep.
Asteroiden har en diameter på ungefär 18 kilometer.